# آيبك إي1000
آيبك إي1000، (Epic E1000) هي طائرة أمريكية خفيفة بمحرك توربيني واحد، وبسعة ستة مقاعد، قيد التطوير من قبل شركة طائرات آيبك من بيند بولاية أوريغون في الولايات المتحدة.
يهدف المشروع إلى أن تكون طائرة إي1000 أسرع طائرة مدنية ذات محرك واحد في وقت طرحها.

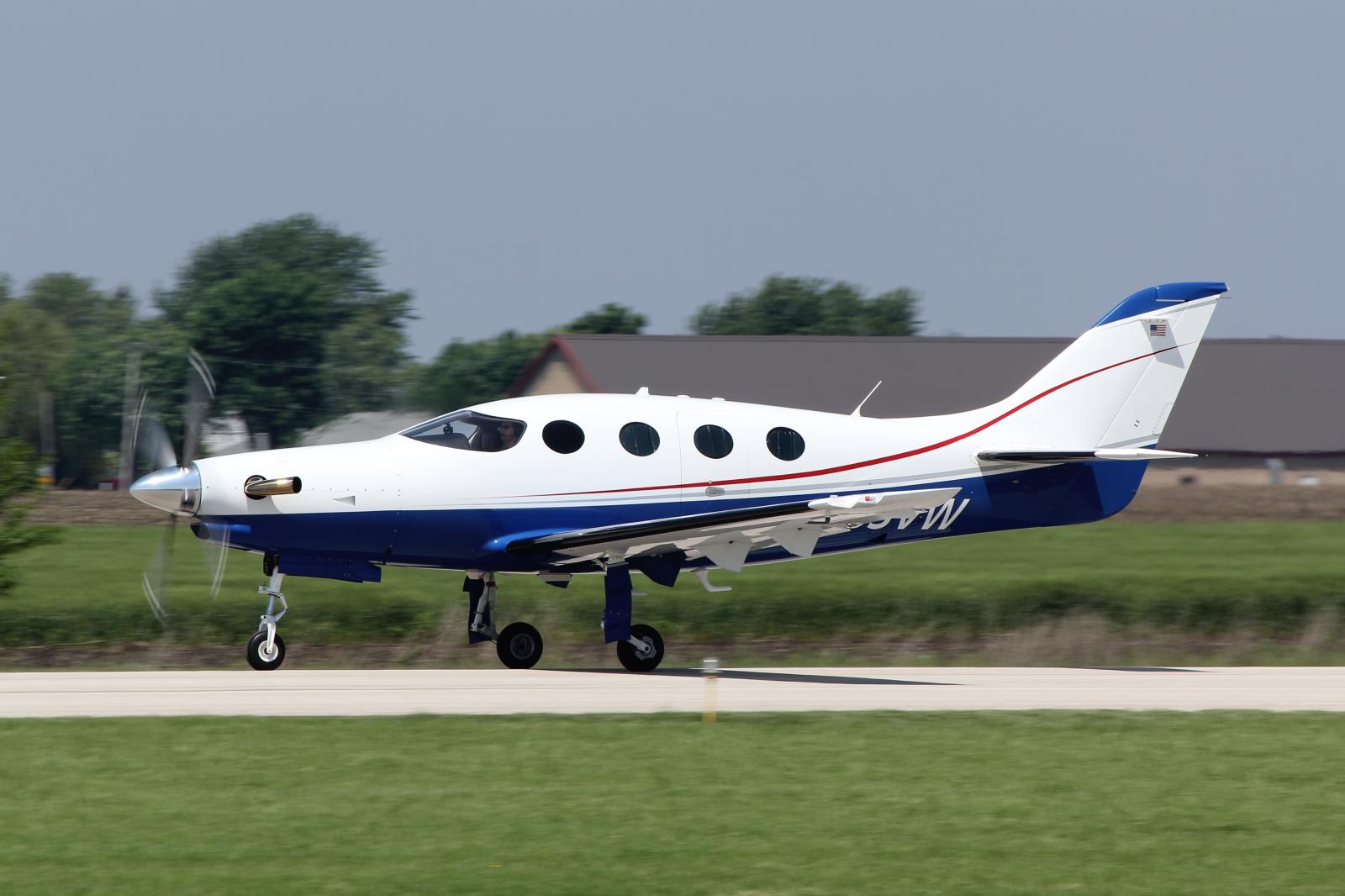
The E1000 was developed from the pictured Epic LT kit plane

## مواصفات (E1000)
البيانات من Epic Aircraft
الخصائص العامة
- طاقم: one
- سعة: five passengers
- طول: 35 قدم 10 بوصة (10.92 م)
- باع الجناح: 43 قدم (13 م)
- ارتفاع: 12 قدم 6 بوصة (3.81 م)
- مساحة الجناح: 203 قدم2 (18.9 م2)
- Aspect ratio: 9.11
- الوزن فارغة: 4,600 رطل (2,087 كـغ)
- الوزن الإجمالي: 8,000 رطل (3,629 كـغ)
- سعة الوقود: 288 U.S. gal (1,090 L؛ 240 imp gal)
- full fuel payload: 1,100 رطل (499 كـغ)
- Cabin pressurization: 6.6 psi (46 كـبا)
- Cabin length × width × height: 15×4.6×4.9 قدم (4.6×1.4×1.5 م)
- محركات: 1 × Pratt & Whitney Canada PT6A-67 محرك مروحة عنفية, 1,200 حصان (890 كـو)
- مراوح: 4-ريشة Hartzell Propeller Full Reversing

أداء
- السرعة القصوى: 325 عقدة (374 ميل/س؛ 602 كم/س) Max cruise
- سرعة العبور: 265 عقدة (305 ميل/س؛ 491 كم/س) Eco cruise
- مدى: 1,385–1,650 nmi (1,594–1,899 ميل؛ 2,565–3,056 كـم) max cruise-eco cruise
- سقف الخدمة: 34,000 قدم (10,000 م)
- Maximum glide ratio: 17.5:1[3]
- معدل الصعود: 4,000 قدم/د (20 م/ث) best
- Time to altitude: 15 minutes to 34,000 feet
- Rate of sink: 700–800[3] قدم/د (3.6–4.1 م/ث)
- الحمل على الجناح: 39.4 رطل/قدم2 (192 كـغ/م2)
- Power/mass: 6.67 lb/hp (4.06 kg/kW)

إلكترونيات الطيران

- Garmin G1000 NXi 3-Screen

## روابط خارجية
- الموقع الرسمي
- فيديو أول رحلة رسمية